# Ophidion imitator
Ophidion imitator är en fiskart som beskrevs av Lea, 1997. Ophidion imitator ingår i släktet Ophidion och familjen Ophidiidae. IUCN kategoriserar arten globalt som livskraftig. Inga underarter finns listade i Catalogue of Life.